# Caliphaea consimilis
Caliphaea consimilis – gatunek ważki z rodziny świteziankowatych (Calopterygidae). Występuje w Chinach.